# Спитковиці (Вадовицький повіт)
Спитковіце (пол. Spytkowice) — село в Польщі, у гміні Спитковіце Вадовицького повіту Малопольського воєводства.
Населення — 3940 осіб (2011).

## Демографія
Демографічна структура станом на 31 березня 2011 року:
|          | Загалом | Допрацездатний вік | Працездатний вік | Постпрацездатний вік |
| -------- | ------- | ------------------ | ---------------- | -------------------- |
| Чоловіки | 1902    | 392                | 1316             | 194                  |
| Жінки    | 2038    | 396                | 1235             | 407                  |
| Разом    | 3940    | 788                | 2551             | 601                  |